# Micromyzella filicis
Micromyzella filicis är en insektsart som först beskrevs av Van der Goot 1917.  Micromyzella filicis ingår i släktet Micromyzella och familjen långrörsbladlöss. Inga underarter finns listade i Catalogue of Life.